# تیم ملی فوتبال پاپوآ گینه نو
تیم ملی فوتبال پاپوآ گینه نو نمایندهٔ کشور پاپوآ گینه نو در مسابقات بین‌المللی است که زیر نظر فدراسیون فوتبال پاپوآ گینه نو فعالیت می‌کند.
اولین بازی رسمی این تیم در تاریخ ۲۹ اوت ۱۹۶۳ میلادی در برابر تیم ملی فوتبال فیجی برگزار شده‌است.